# 128585 Alfredmaria
128585 Alfredmaria este o planetă minoră (asteroid) din centura de asteroizi. A fost descoperită pe 18 august 2004 la Altschwendt⁠(d) de Wolfgang Ries⁠(d). 
Obiectul prezintă o orbită caracterizată de o semiaxă mare de 2,3857445257769 UAi, o excentricitate de 0,08, o înclinație de 3,5 ° în raport cu ecliptica.